# Bahnhof Herrenberg
Der Bahnhof Herrenberg liegt an der Bahnstrecke Stuttgart–Horb (Gäubahn) und ist der Endpunkt der Ammertalbahn von Tübingen. Er liegt südwestlich der Altstadt von Herrenberg. Zusammen mit zwei nördlich und südlich angrenzenden Busbahnhöfen, mehr als 500 PKW-Parkplätzen, Fahrradabstellplätzen und Taxistand bildet er einen modalen Knotenpunkt für den öffentlichen Personenverkehr.
Da er von Regional-Express-Zügen bedient wird und hier sowohl die Stuttgarter S-Bahn-Linie S1 als auch die Regionalbahnen aus Tübingen und Bondorf enden, ist er ein wichtiger Bahnhof im Nahverkehr. Im Morgenverkehr von Montag bis Freitag ist darüber hinaus ein Zugpaar der sonst in Freudenstadt Hauptbahnhof bzw. Bondorf endenden Karlsruher Stadtbahnlinie S8/S81 bis nach Herrenberg durchgebunden.

## Geschichte

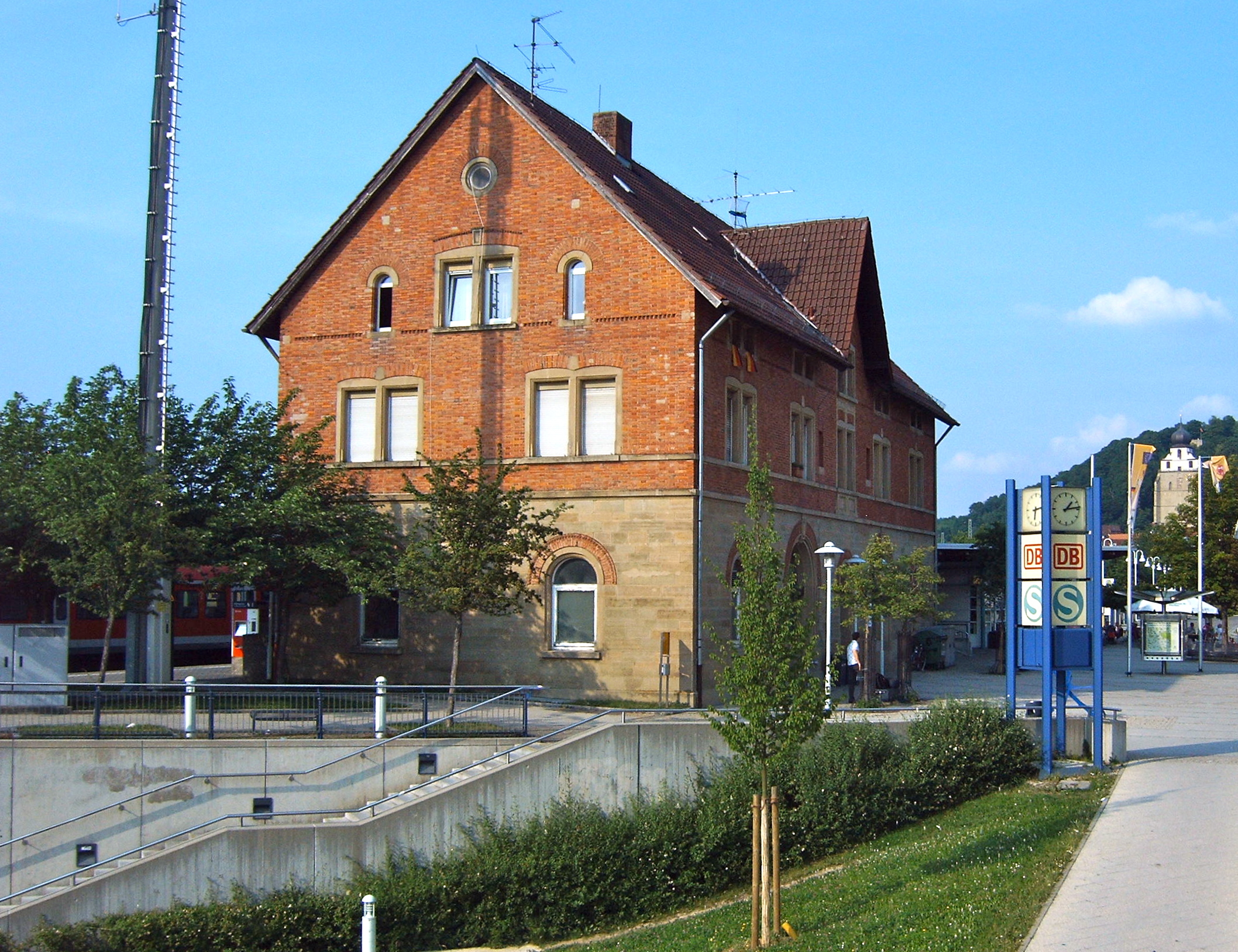
Empfangsgebäude, Eingang zur westlichen Fußgängerunterführung und zum Vorplatz

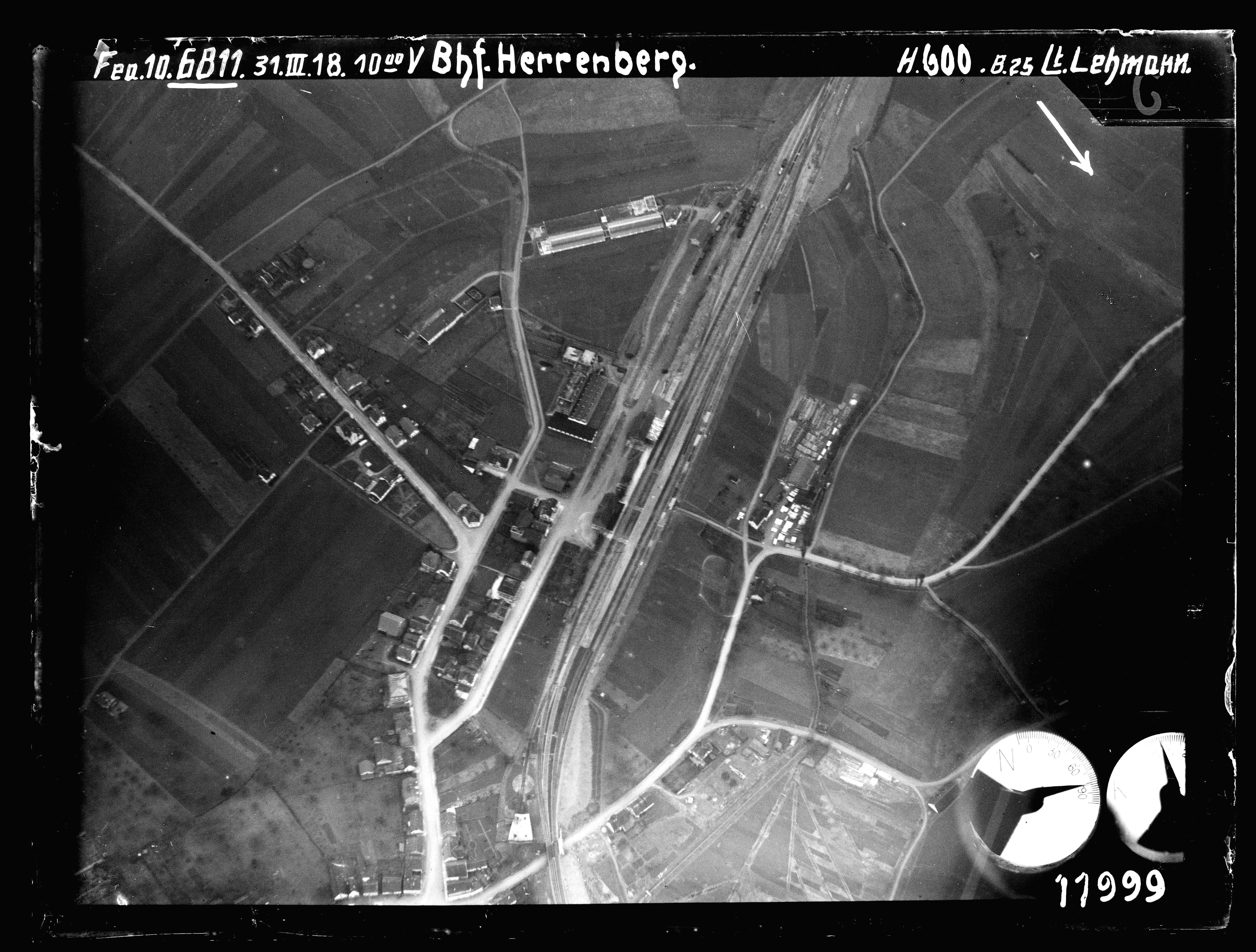
Luftbild des Bahnhofs, März 1918

### Planung
Mitte des 19. Jahrhunderts lebten die Bürger der Oberamtsstadt Herrenberg vornehmlich von der Landwirtschaft. Am lohnendsten schien der Anbau von Zuckerrüben und Hopfen. Um die Böblinger Zuckerfabrik und die Brauereien schneller zu beliefern und um die Fäkalien aus den Stuttgarter Latrinen als günstiges Düngemittel zu beziehen, machte sich Herrenberg in den 1860er Jahren für einen Anschluss an das Eisenbahnnetz stark. Daran beteiligten sich auch die Städte Böblingen und Freudenstadt. Aber wegen der schwierigen geographischen Verhältnisse wollte die Königlich Württembergischen Staats-Eisenbahnen, nach Abstimmung im Landtag, die gewünschte Verbindung von Stuttgart über die westliche Filderebene und das Obere Gäu in den Nordschwarzwald vorerst nicht errichten. Erst im November 1873 begann der Bau der Bahnstrecke, die die Bezeichnung Gäubahn erhielt.

### Bau
Am 2. September 1879 eröffnete die Staatsbahn die Trasse. Der Bahnhof Herrenberg verfügte damals über einen inzwischen abgerissenen Güterschuppen. In jenem Jahr dauerte die Fahrt von Stuttgart nach Herrenberg eine Stunde und 22 Minuten, dennoch bestand die Zuversicht der Residenzstadt etwas näher gerückt zu sein. Schon in den 1880er Jahren musste für den Güterverkehr die Anlage erweitert werden. An den Kosten beteiligten sich neben der Stadt Herrenberg auch die umliegenden Gemeinden Kuppingen, Unter- und Oberjettingen, sowie Affstätt, obwohl dessen Einwohner noch auf eine eigene Station hofften.
Die Verkehrsplaner der Eisenbahndirektion sahen von Anfang an eine Verbindung von der Gäubahn nach Tübingen vor. Stets bemühte sich der Abgeordnete des Oberamtes Böblingen, Otto Elben, um diesen wichtigen Abzweig in Böblingen. Doch im Jahr 1900 stand endgültig fest, dass Herrenberg der Ausgangspunkt der Bahnstrecke zur Oberen Neckarbahn sein sollte. Die Linienführung durch das Tal der Ammer war weniger aufwendig und kostspielig als die durch den Schönbuch. Damals entstanden auch Pläne einer Trasse von Herrenberg nach Calw, Althengstett oder Wildberg. Die Verantwortlichen entschieden sich für Wildberg und stellten zwei Streckenvarianten zur Auswahl. Die eine führte über Kuppingen und Deckenpfronn, die andere über Kuppingen und Untersulz. Ohne größere Prüfung des Vorschlags, lehnte ihn die Direktion der Staatsbahn ab und legte ihn nie dem Landtag vor. Ihre Begründung war, dass die Bahnlinie in der direkten Konkurrenz zur Nagoldtalbahn gestanden hätte.
Für die Ammertalbahn war eine Vergrößerung des Bahnhofs notwendig. Hierzu erhielt er mehrere neue Gleise, ein Stellwerk und eine Lokomotivremise mit einer Drehscheibe und einem Wasserturm. Die Ammertalbahn konnte ab dem 12. August 1909 vorerst bis Pfäffingen, ab dem 1. Mai 1910 dann bis Tübingen befahren werden.

### Neuere Geschichte
Am 25. September 1966 stellte die Deutsche Bundesbahn den Personenverkehr zwischen Entringen und Herrenberg ein und baute 1973 die Gleise zwischen Gültstein und Herrenberg ab.
Am 13. September 1971 ging in Herrenberg ein Relaisstellwerk (Bauart Sp Dr L30) in Betrieb. Seit Dezember 1999 wird das 1974 in Betrieb genommene Stellwerk Gärtringen aus Herrenberg ferngesteuert. Mit Elektrifizierung der Strecke Böblingen–Horb zum 26. September 1974 wurde auch der Bahnhof Herrenberg in den elektrischen Stuttgarter Vorortverkehr eingebunden.
Am 6. Dezember 1992 wurde der Bahnhof durch Verlängerung der zuvor in Böblingen endenden Linie S1 in das Netz der S-Bahn Stuttgart integriert. Nachdem der Zweckverband ÖPNV im Ammertal 1996 die Ammertalbahn von der Deutschen Bahn AG erworben hatte, konnte mit der Wiederherstellung des Gleises zwischen Gültstein und Herrenberg begonnen werden. Seit 1. August 1999 ist die Ammertalbahn wieder durchgehend in Betrieb.
Im Sommer 2021 wurden im Bahnhof 13 Weichen erneuert. Weichen auf Holzschwellen werden dabei durch solche auf Betonschwellen ersetzt.[veraltet]
Bis zum Fahrplanwechsel im Dezember 2022 wurde auch die Ammertalbahn elektrifiziert. Jedoch ist das Verbindungsgleis zwischen dem Gleis 101 und den übrigen Gleisen selbst nicht mit einer Oberleitung ausgestattet, das heißt im Bahnhof existieren zwei getrennte Speisebereiche.  
Der Bahnhof ist Teil des Planbereichs 1 (Böblingen) des Digitalen Knotens Stuttgart, dessen Baubeginn 2027 und dessen Inbetriebnahme für 2030 geplant ist.

## Anlagen

### Bahnsteige
Der Herrenberger Bahnhof besitzt vier Durchgangsgleise und zwei Stumpfgleise. Alle sind barrierefrei ausgebaut.
| Bahnsteig | Bahnsteiglänge | Bahnsteighöhe | Barrierefreiheit                               |
| --------- | -------------- | ------------- | ---------------------------------------------- |
| Gleis 1   | 210 m          | 76 cm         | Ebenerdig erreichbar (Hausbahnsteig)           |
| Gleis 2   | 210 m          | 96 cm         | Über einen Aufzug erreichbar (Mittelbahnsteig) |
| Gleis 3   | 210 m          | 96 cm         | Über einen Aufzug erreichbar (Mittelbahnsteig) |
| Gleis 4   | 210 m          | 76 cm         | Über einen Aufzug erreichbar (Seitenbahnsteig) |
| Gleis 101 | 137 m          | 76 cm         | Über eine Rampe erreichbar                     |
| Gleis 102 | 137 m          | 55 cm         | Über eine Rampe erreichbar                     |

### Empfangsgebäude und Bahnhofsumfeld
Das noch erhaltene Herrenberger Empfangsgebäude hat die Anschrift Bahnhofstraße 14 und beherbergt im Erdgeschoss ein DB-Reisezentrum, daneben liegt eine DHL-Packstation. In den zwei oberen Etagen werden Mietwohnungen bereitgestellt. Im Nachbargebäude Bahnhofstraße 12 befinden sich ein, von der Unternehmensgruppe Dr. Eckert betriebener, Zeitungskiosk und zwei Imbisse. Im direkten Umfeld des Bahnhofs befinden sich das städtische Park&Ride-Parkhaus mit 400 Stellplätzen und eine von DB BahnPark bewirtschaftete Parkanlage mit 122 Stellplätzen, zwei überdachte Fahrradstellplätze sowie 51 mietbare Fahrradboxen, eine 2015 eröffnete E-Bike-Station, eine öffentliche Toilette und ein Taxistand.

### Busbahnhöfe
Am Bahnhof Herrenberg existieren zwei Busbahnhöfe, dabei befindet sich der ZOB Bahnhofstraße mit sieben Bussteigen südlich des Bahnhofs und der Busbahnhof Kalkofenstraße mit drei Bussteigen nördlich des Bahnhofs. Beide zusammen bilden einen Knoten für den Busverkehr in der Region mit Verbindungen in Richtung Nagold, Wildberg, Tailfingen, Rohrau, Nebringen sowie Ammerbuch (Linien siehe Herrenberg#Busse).

## Bahnbetrieb

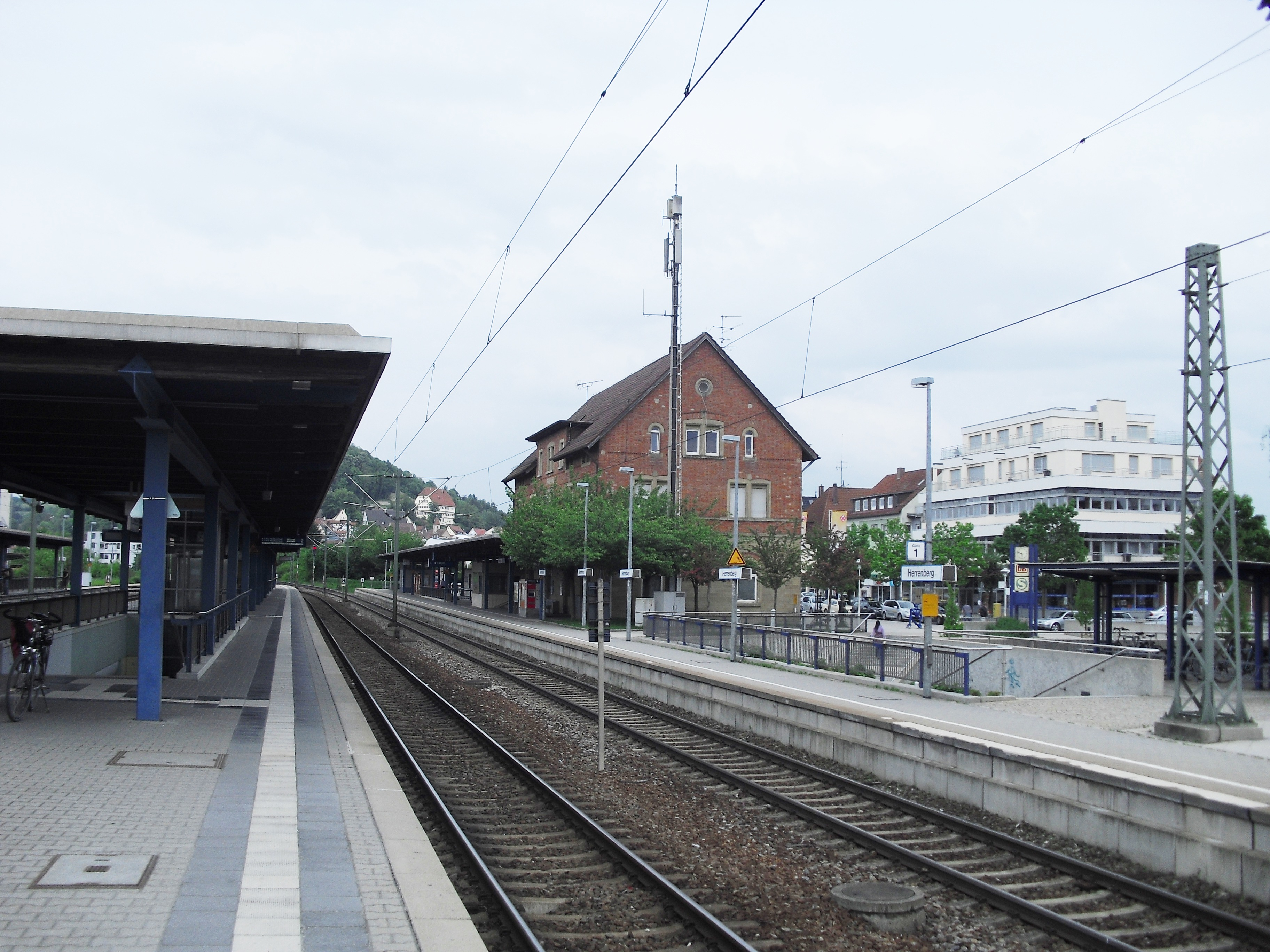
Blick auf die Gleise 1 und 2

Der Bahnhof Herrenberg ist ein Anschlussbahnhof an der Bahnstrecke Stuttgart–Horb, an dem die Ammertalbahn abzweigt. Er ist der Preisklasse 3 zugeordnet.
Gleis 1 ist den Intercity- und Regional-Express-Zügen nach Stuttgart Hbf zugeordnet. Auf Gleis 2 beginnen und enden die Züge der Linie S1. Auf Gleis 3 enden die S-Bahn-Züge, bevor sie im hinteren Gleisfeld abgestellt oder gewendet werden. Auf Gleis 4 halten die Intercity- und Regional-Express-Züge nach Rottweil, Freudenstadt und Singen am Hohentwiel. Die Gleise 101 und 102 sind Stumpfgleise mit einem gemeinsamen Mittelbahnsteig. Auf ihnen beginnen die Regionalbahn-Züge Richtung Tübingen und Bondorf/Eutingen im Gäu.
| Linie                    | Strecke | Frequenz                                                                                       |
| ------------------------ | --- | ---------------------------------------------------------------------------------------------- |
| IC 87                    | Stuttgart – Herrenberg – Singen (Hohentwiel) – Zürich | stündlich                                                                                      |
| RE 14a                   | Stuttgart – Böblingen – Herrenberg – Bondorf (b Herrenberg) – Eutingen im Gäu – Horb – Rottweil | 120-Minuten-Takt (wird zwischen Stuttgart und Eutingen gemeinsam mit der Linie RE 14b geführt) |
| RE 40                    | Herrenberg – Bondorf (b Herrenberg) – Eutingen im Gäu – Freudenstadt – Karlsruhe | Ein Zug morgens                                                                                |
| RE 14b                   | Stuttgart – Böblingen – Herrenberg – Bondorf (b Herrenberg) – Eutingen im Gäu – Freudenstadt | 120-Minuten-Takt (wird zwischen Stuttgart und Eutingen gemeinsam mit der Linie RE 14a geführt) |
| RB 63                    | Bad Urach – Metzingen (Württ) – Tübingen – Entringen – Herrenberg | 30-Minuten-Takt                                                                                |
| RB 14a                   | Herrenberg – Bondorf (b Herrenberg) (– Eutingen im Gäu – Horb – Rottweil – Schwenningen (Neckar) – Villingen (Schwarzw)) | einzelne Zugpaare morgens, mittags und abends Mo–Fr                                            |
| S 1                      | Kirchheim (Teck) – Wendlingen – Plochingen – Esslingen – Neckarpark – Bad Cannstatt – Stuttgart Hbf (tief) – Schwabstraße – Vaihingen – Rohr – Böblingen – Herrenberg (Verstärkerzüge im Berufsverkehr zwischen Plochingen und Herrenberg) | 30-Minuten-Takt (HVZ 15-Minuten-Takt)                                                          |
| S 11                     | Neckarpark – Bad Cannstatt – Stuttgart Hbf (tief) – Schwabstraße – Vaihingen – Rohr – Böblingen – Herrenberg | Als Verstärker bei Heimspielen des VfB Stuttgart                                               |
| Stand: 15. Dezember 2024 | |                                                                                                |